# Покровка (Доволенський район)
Покровка (рос. Покровка) — село у Доволенському районі Новосибірської області Російської Федерації.
Входить до складу муніципального утворення Доволенська сільрада. Населення становить 112 осіб (2010).

## Історія
Згідно із законом від 2 червня 2004 року органом місцевого самоврядування є Доволенська сільрада.

## Населення
| 2002 | 2007 | 2010 |
| ---- | ---- | ---- |
| 203  | ↘171 | ↘112 |